# Antonio Valle Llano
Antonio Valle Llano (Carrejo, provincia de Santander, 14 de enero de 1894-Ciudad Trujillo, 1 de agosto de 1961) fue un sacerdote jesuita e historiador español. 

## Biografía
Hijo de Manuel Valle y Carmen Llano, nacido en Santibáñez de Carrejo, en el pueblo de Carrejo. El día en el que cumplió quince años ingresó en el noviciado de la Compañía de Jesús en Carrión de los Condes (Palencia). Completó sus estudios, en el ámbito de la Teología, en Valkenburg (Holanda), donde se ordenó sacerdote el 30 de julio de 1925. No volvería a su pueblo para celebrar Misa hasta tres años más tarde.
Tras ser profesor en el colegio jesuita de Vigo fue redactor de la revista Razón y Fe, en la que publicó textos durante dos décadas y llegó a dirigir. También colaboró en la revista Estudios Eclesiásticos. En 1930 se trasladó a Roma en calidad de bibliotecario de la Casa Generalicia de la Compañía de Jesús y ayudante del Bibliotecario General de esta orden religiosa. 
Al estallar la guerra civil española se encontraba en el país y para huir de la persecución religiosa se refugió en la legación de Turquía de la capital. Entre 1937 y 1939, tras pasar a la zona nacional, continuó trabajando en la revista Razón y Fe. En la posguerra, el ministro de Educación, José Ibáñez Martín, con quien probablemente coincidió asilado en la legación turca, le encargó diversos cometidos, entre los que destacan los cargos de vocal en el Consejo Nacional de Educación y en el Patronato Menéndez Pelayo del Consejo Superior de Investigaciones Científicas (CSIC).
A petición propia, en 1944 fue trasladado a la República Dominicana, donde trabajó en la misión de la Compañía de Jesús en la región fronteriza de la Línea Noroeste. A partir de 1948 también fue profesor en el Seminario Pontificio Santo Tomás de Aquino de la capital, en la cual fue, además, profesor de Literatura Española, Historia Universal e Historia de la Literatura Contemporánea en la universidad. 
En 1950, publicó el relevante estudio La Compañía de Jesús en Santo Domingo durante el periodo hispánico. En 1956 fue nombrado miembro correspondiente de la Academia Dominicana de la Historia.
Falleció de manera inesperada, como consecuencia de una trombosis, en 1961. Está enterrado en el cementerio de la Compañía de Jesús de la Casa de Ejercicios Manresa-Loyola de Santo Domingo.

## Obras
- La Compañía de Jesús en Santo Domingo durante el periodo hispánico (Seminario de Santo Tomás, 1950), reeditado por la Academia Dominicana de la Historia en 2011.